# Gội hang
Gội hang (danh pháp khoa học: Aglaia silvestris) là một loài thực vật thuộc họ Meliaceae. Loài này có ở Campuchia, Ấn Độ, Indonesia, Malaysia, Papua New Guinea, Philippines, quần đảo Solomon, Thái Lan, và Việt Nam.